# Vreni Eberle
Vreni Eberle (Múnich, Alemania, 13 de diciembre de 1950) es una nadadora alemana retirada especializada en pruebas de estilo libre y estilo braza, donde consiguió ser medallista de bronce olímpica en 1972 en los 4 x 100 metros estilos.

## Carrera deportiva
En los Juegos Olímpicos de Múnich 1972 ganó la medalla de bronce en los 4 x 100 metros estilos (nadando el largo de braza), con un tiempo de 4:26.46 segundos, tras Estados Unidos (oro) y Alemania Oriental (plata), siendo sus compañeras de equipo: Gudrun Beckmann, Silke Pielen y Heidemarie Reineck.